# Gaertnerstraße 1d

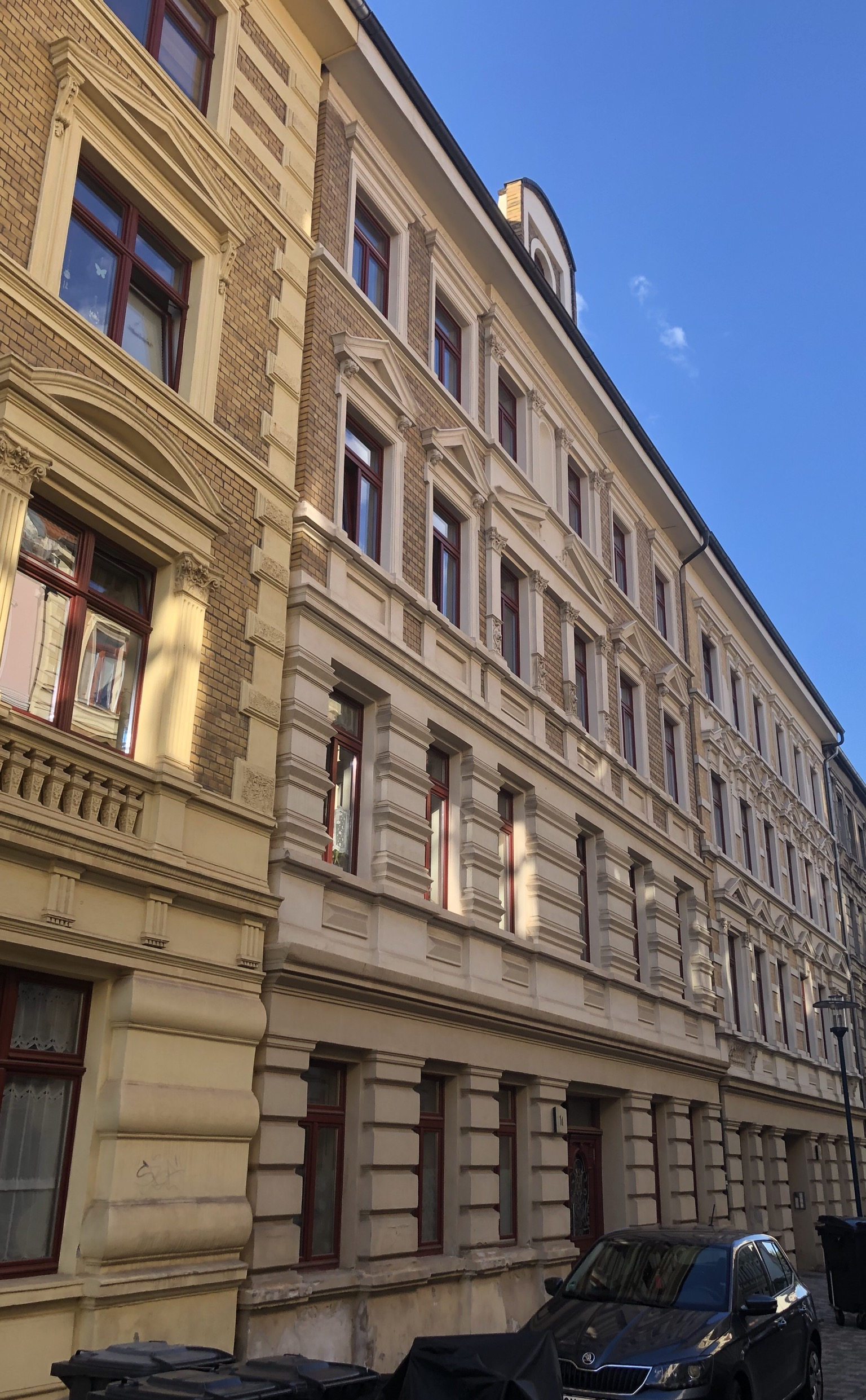
Gaertnerstraße 1d im Jahr 2020

Das Gebäude Gaertnerstraße 1d ist ein denkmalgeschütztes Wohnhaus in Magdeburg in Sachsen-Anhalt.

## Lage
Es befindet sich im Magdeburger Stadtteil Buckau auf der Nordseite der Gaertnerstraße. Unmittelbar westlich grenzt das gleichfalls denkmalgeschützte Haus Gaertnerstraße 2, östlich die Gaertnerstraße 1c an.

## Architektur und Geschichte
Das viergeschossige Haus wurde im Jahr 1888 vom Maurermeister A. Paul für den Malermeister Gustav Balke im Stil des Neobarocks errichtet. Die sechsachsige Fassade ist durch verputzte Flächen und gelbe Ziegel geprägt. Die beiden mittleren Achsen sind durch eine Pilasterrahmung im zweiten und dritten Obergeschoss miteinander verbunden. Sie sind im zweiten Obergeschoss durch einen gesprengten Dreiecksgiebel bekrönt. Oberhalb dieses Giebels befindet sich mittig im dritten Obergeschoss eine Figurennische. Die dort ursprünglich vorhandene Figur ist jedoch nicht erhalten. Mittig auf dem Dach besteht ein Dachhäuschen.   
Im örtlichen Denkmalverzeichnis ist das Wohnhaus unter der Erfassungsnummer 094 17818 als Baudenkmal verzeichnet.
Das Haus gilt als Teil des engen gründerzeitlichen Straßenzugs als städtebaulich bedeutsam. Außerdem ist es ein sozialgeschichtliches Dokument der einfachen bis mittleren Wohnverhältnisse der Bauzeit im Industrieort Buckau.